# Isca Dumnoniorum

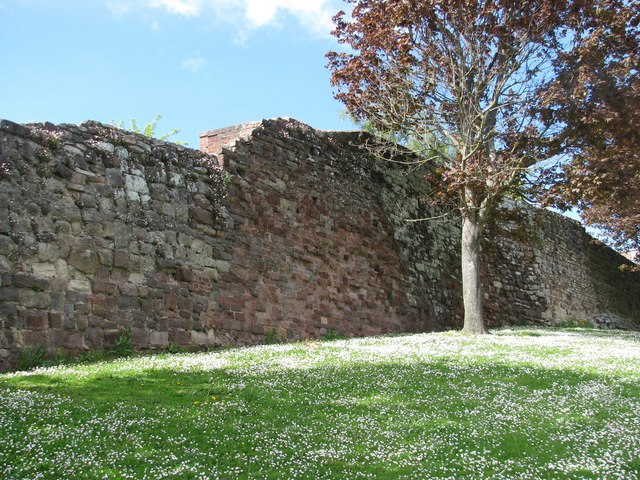
Murallas de la ciudad de Exeter. Parte de la mampostería es medieval.

Isca Dumnoniorum, también conocida simplemente como Isca, fue originalmente una fortaleza legionaria romana para la Segunda Legión Augusta (establecida c. AD 55) en la provincia romana de Britania en el sitio de la actual Exeter en Devon, Inglaterra.
La ciudad creció alrededor de esta fortaleza y sirvió como capital tribal de los dumnonianos bajo y después de los romanos. Las murallas de la ciudad de Exeter (alrededor del 70% de las cuales sobreviven) marcan el antiguo perímetro de Isca.

## Nombre
El nombre Isca Dumnoniorum es una latinización de un nombre británico nativo que describe el agua que fluye, en referencia al río Exe. Más exactamente, el nombre parece haber significado originalmente "lleno de peces" (cf. pysg en galés, pl. "pez"), aunque llegó a ser un simple sinónimo de agua (cf. whisky escocés). Esto también se refleja en el nombre galés moderno de Exeter: Caerwysg, que significa "asentamiento fortificado en el río Uisc". El mismo nombre se usó para el río Usk ( en galés: Afon Wysg) en el sur de Gales, lo que provocó que el asentamiento allí (la actual Caerleon) se distinguiera como Isca Augusta, mientras que la Isca de Devon se llamaba Isca Dumnoniorum: Usk de los dumnonianos.

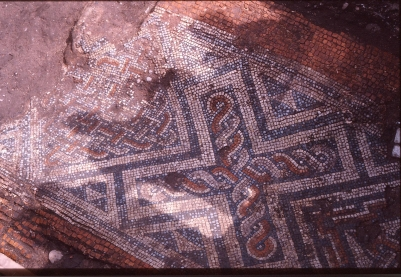
Un piso de mosaico romano descubierto bajo las ruinas de la capilla de St Catherine's, hoy en exhibición en el Royal Albert Memorial Museum de Exeter.

## Historia

### Prehistoria
Exeter comenzó como asentamientos en una cresta seca que terminaba en un espolón que dominaba un río navegable repleto de peces, con tierras fértiles cercanas. Aunque no ha habido hallazgos prehistóricos importantes, estas ventajas sugieren que el sitio fue ocupado tempranamente. Se han descubierto monedas de los reinos helenísticos, lo que sugiere la existencia de un asentamiento que comerciaba con el Mediterráneo ya en el 250 a. C.

### Dominio romano

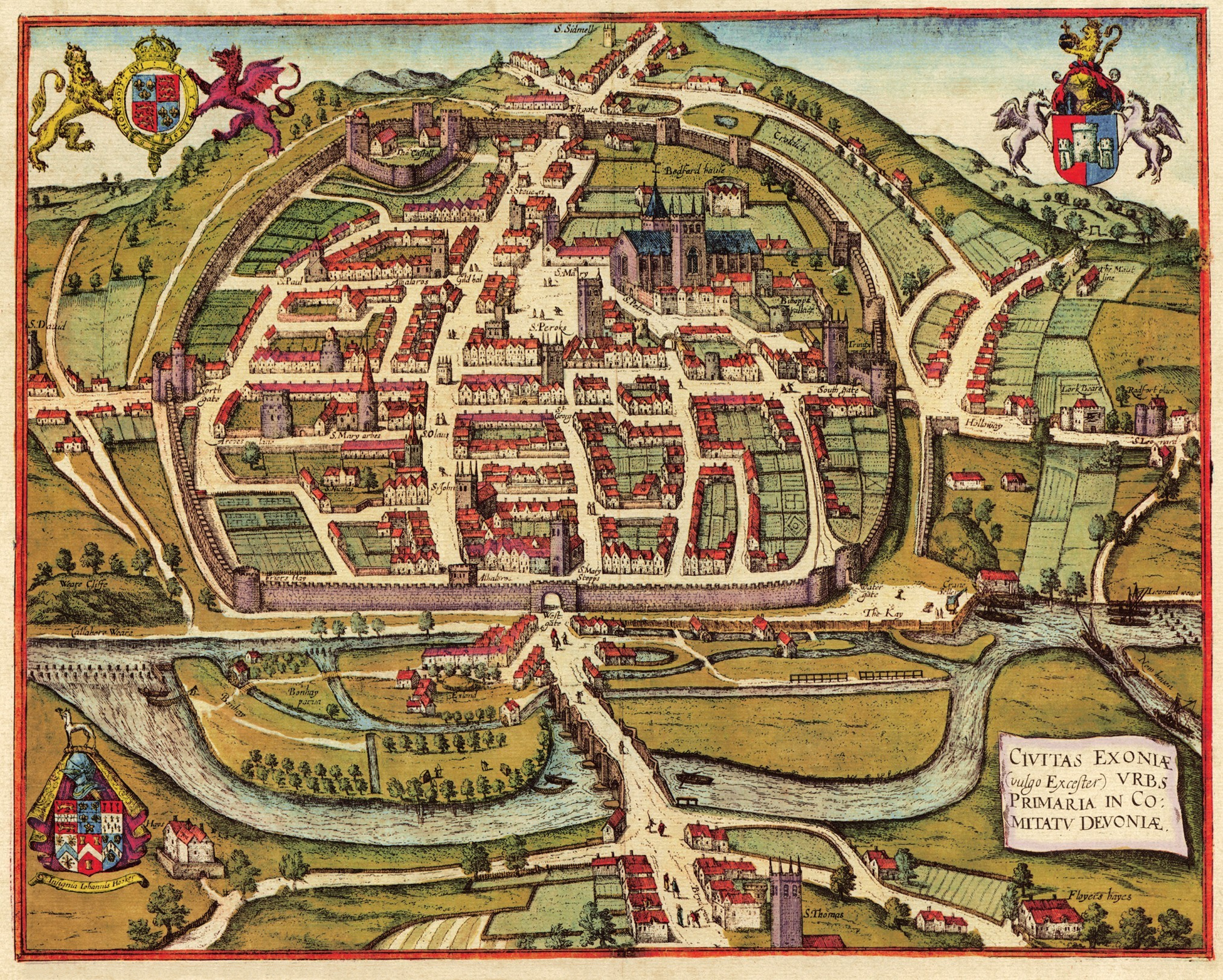
Un mapa de Exeter en 1563 que muestra las murallas de la ciudad.

Después de sus invasiones iniciales, los romanos establecieron un fuerte de 42 acres (17,0 ha) en forma de 'naipe' (en latín: castra) en el sitio alrededor de 55 AD. Era la base de la fuerte Segunda Legión Augusta (Legio II Augusta) durante los siguientes 20 años, antes de mudarse a Isca Augusta (actual Caerleon en Gales). Ambas Iscas también fueron el hogar de sus familias, ya que se cree que los asentamientos crecieron fuera de las puertas de la fortaleza, especialmente al noreste.
Edificios dentro de la fortaleza, como cuarteles, graneros y talleres, eran estructuras de madera, cuyas trincheras posteriores se excavaron en la década de 1970 antes del desarrollo del centro comercial Guildhall. El único edificio conocido en la fortaleza que no era de madera era una  casa de baños militar construida en piedra. El agua de la casa de baños procedía de un manantial natural a través de un acueducto que entraba en la fortaleza por la puerta trasera (porta decumana). Las excavaciones revelaron la sala caliente y parte de la sala cálida. La casa de baños también se suministró con un patio de ejercicios externo, una esquina de la cual era un hoyo de peleas de peleas de gallos.
La legión había formado parte de la invasión claudiana de Gran Bretaña en 43 AD, bajo el mando del futuro emperador Vespasiano. Vespasiano dirigió campañas contra los durotriges y los dumnonii. La presencia de la legión en Exeter está respaldada por el descubrimiento de una antefija de delfín (accesorio del techo) de los niveles dentro de la casa de baños militar que data de alrededor de 60 AD. La antefija parece haber sido creada a partir del mismo molde que un ejemplo de la fortaleza legionaria en Caerleon, donde se sabe que la legión estuvo estacionada alrededor de 75 AD.
Había un pequeño fuerte subsidiario en Topsham. En 2010, se excavó un depósito de suministros a lo largo de la línea entre la fortaleza de Isca y Topsham en el antiguo sitio de la universidad St Loyes en Topsham Road. La datación inicial sugiere que fue ocupada al mismo tiempo que la fortaleza de Isca, c. 55 – 75. En 2019 se descubrió otro fuerte romano debajo de la estación de autobuses cerca de la calle Bampfylde.
El asentamiento (canabae) de Isca Dumnoniorum parece haberse desarrollado en torno a la fortaleza romana. Es una de las cuatro ciudades (poleis) atribuida a los dumnonii por Claudio Ptolomeo en su Geografía del siglo II, y sirvió como capital tribal de los Dumnonii. También se incluyó en el Itinerario de Antonino de finales del siglo II, donde forma el término sur de la ruta 15 (Iter XV) en Fosse Way, y en la Cosmografía de Rávena del siglo VII, donde aparece como la entrada aparentemente confusa de Scadu Namorum.
La fortaleza fue abandonada alrededor de 75 AD y poco después sus terrenos fueron convertidos para uso civil. Los baños militares eran demasiado grandes para la población local y fueron demolidos en gran parte, aunque se incorporaron partes al foro y la basílica construida en el sitio. Luego se construyó una casa de baños más pequeña al sureste. A fines del siglo II, las defensas de zanjas y murallas alrededor de la fortaleza fueron reemplazadas por un banco y un muro que encerraba un área mucho más grande, unos 92 acres (37 ha). Hay evidencia de trabajo en cobre y bronce. También se ha identificado un posible corral de ganado e Isca era claramente un mercado clave para el ganado, los cultivos y la cerámica producidos en el campo circundante. La importancia de Isca como centro comercial queda demostrada por el hallazgo de más de mil monedas romanas repartidas por la ciudad. Sin embargo, las fechas de estas monedas sugieren que la ciudad fue más próspera en la primera mitad del siglo IV; prácticamente ninguna moneda fechada después de 380 AD se ha encontrado, lo que sugiere una rápida disminución.

### Edad Media
James Ussher identificó a Cair Pensa vel Coyt incluida entre las 28 civitas de Gran Bretaña en la Historia de los britanos como Isca, aunque Ford lo leyó como una referencia a Penselwood y pensó que era más probable que fuera Lindinis (la moderna Ilchester). Isca también era conocida por los británicos como Caer Uisc,  pero, después de la retirada romana de Gran Bretaña alrededor de 410, hay muy poca evidencia de habitación en Exeter durante casi 300 años, excepto por los restos de un edificio (posiblemente una iglesia) en el área del foro demolido y algunos tumbas cercanas que datan de los siglos V, VI y VII. Después de esto, el registro histórico se reanuda alrededor del año 680 con un documento que informa que San Bonifacio fue educado en la abadía de Exeter.

## Restos
Gran parte de la muralla romana sobrevive como los cursos inferiores o el núcleo interior de las murallas de la ciudad medieval, el 70% de las cuales aún existen, construidas en gran parte por orden de Alfredo el Grande para proteger el extremo oeste de su reino tras la ocupación vikinga de 876. El complejo de baños de los legionarios fue excavado en la década de 1970, pero debido a su proximidad a la catedral no fue factible mantener la excavación a la vista del público. Los artefactos de la excavación, sin embargo, se exhiben con otros descubrimientos en el Museo Royal Albert Memorial de la ciudad.